# Basilius Besler
Basilius (ou Basil) Besler est un apothicaire, médecin, botaniste et éditeur allemand, né le 13 février 1561 à Nuremberg et mort le 13 mars 1629 dans cette même ville.

## Biographie
Il est le fils de Michael Besler. Il se marie avec Rosine Flock le 31 janvier 1586 puis avec Susanne Schmidt le 1er décembre 1596, de ces deux unions naquirent seize enfants. Basil Besler dirige la pharmacie Zum Marienbild à Nuremberg de 1589 à 1629, ville où il crée également un jardin botanique et un cabinet de curiosités. En 1597, le prince-évêque d'Eichstätt, Jean Conrad de Gemmingen, demande à Besler de créer un jardin botanique sur un terrain à Willibaldsburg. Le jardin dessiné par Besler, d’une superficie d’un hectare et comportant huit terrasses, devient rapidement célèbre.
Plusieurs botanistes participent à la réalisation de ce jardin : Charles de l'Écluse (1525-1609), qui avait déjà réalisé un jardin à Vienne, Joachim Camerarius le Jeune (1534-1598) et Ludwig Jungermann (1572-1653).
Il fait paraître le catalogue des plantes de son jardin dans Hortus Eystettensis (1613) à Eichstätt et Nuremberg, ouvrage décrit 1 084 espèces végétales, comporte 367 gravures sur cuivre pour un total de 850 pages. La rédaction de la partie proprement botanique est assurée par Ludwig Jungermann, tandis que les gravures ont été exécutées par plus de six graveurs différents dont le plus important était Wolfgang Kilian.

## Sources
- Allen G. Debus (dir.) (1968). World Who’s Who in Science. A Biographical Dictionary of Notable Scientists from Antiquity to the Present. Marquis-Who’s Who (Chicago) : xvi + 1855 p.
- Traduction de l’article de langue allemande de Wikipédia.